# КУД Идијоти
КУД Идијоти (Културно-уметничко друштво Идијоти) су били панк састав из Пуле. Основао их је гитариста и фронтмен групе Сале Веруда 2. фебруара 1981. године у Пули. Иако су у већ поодмаклим годинама и даље повремено праве клупске свирке широм бивше Југославије, док раде на новом албуму под радним називом Збогом Истро (Смрт усташству). Поред Веруде и певача Тусте, поставу КУД Идијота сачињавали су басиста Буцало и бубњар Дејо.

## Називи и крилатице
Поред званичног имена КУД Идијоти, група често користе и неке друге називе, као што су Старе Пизде или Мајстори с` Мора.

## Каријера
Музички новинар Петар Јањатовић је о настанку КУД Идијота написао следеће:
Легенда каже: „О приближном настанку групе КУД ИДИЈОТИ говори се свашта, али најтачнија је она прича када је Број Један дошао код Салета и рекао му: Слушај синко, ја сам одвећ стар за те ствари, али ако хоћеш мој савјет, немој ни случајно узет Фрица за басисту...“. 
 
Ипак, Сале Веруда, гитариста и оснивач Куд Идијота се није обазирао на савет старог прдоње и доласком басисте Фрица у групу 1985. године формирана је коначна постава коју су још чинили певач Туста и бубњар Птица. И тако почиње прича о чувеном бенду чији слоган гласи „Куд Идијоти прођу ту трава не расте“.
Идијоти су настали 2. фебруара 1981. године у Пули, а прву поставу су чинили младићи одушевљени музиком Рамонса: Сале Веруда, Давор Зграбљић - Буцало, Еђидио Роко и Марино Пјуко. Група је у почетку свирала у малим просторима и стално је мењала поставу, у којој је опстајао само гитариста и фронтмен групе Сале Веруда.
До промене долази 1985. године када се група устаљује у својој класичној постави, коју су чинили:
- Сале Веруда (гитара), који се тада бавио увођењем дрвенарије у бродове.
- Туста Вокал, ожењени тридесетогодишњак и отац, који је већ прошао све младалачке глупости (био је хипик, стопирао по Европи,...) и запослио се у Уљанику (пулско бродоградилиште) на пословима администрације. Међутим и поред тога и даље је носио дугу косу и кожну јакну, излазио на рокерска места, надајући се да ће успети да оствари свој сан да запева у рок групи.
- Птица (право име Дијего Бошућко, бубњеви), у то време запослен као електричар у Уљанику.
- др. Фриц (право име Ненад Маријановић, бас-гитара), у то доба је радио као ноћни чувар у лудници.

Захваљујући Фрицовом послу Идијоти су дошли и до простора за вежбу, у посебној просторији у оквиру луднице у којој је њихов басиста био запослен. Поред њих тадашњу пулску сцену сачињавали су састави: Високи напон, Гола јаја, Месершмит, Спунс(The Spoons) и Проблеми(који су постигли какву-такву афирмацију). Редовним наступима као предгрупа на концертима који су се одржавали у Пули Идијоти су почели да стичу своје поклонике међу тадашњом омладином. Од снимака тих живих наступа, рађених скромном техником, састављен је материјал за њихов први албум „Легендарни уживо“ објављен 1986. године. Издавач је био Борис Фурлан који је у Копру основао независну дискографску кућу Словенија, а албум, који се појавио на касети, садржао је њихове ударне нумере, међу којима се нашла и обрада италијанске револуционарне песме „Бандјера Роса“(„Црвена Застава“) (коју су у то време изводили и Панкрти).
Издавање тог живог албума их је прочуло широм тадашње Југославије и они добијају позив да наредне године наступе на Омладинском фестивалу у Суботици. Поред њих као млади и неафирмисани састави тада су наступили Мизар, Град, Индуст Баг и Тужне уши, а Идијоти су у тој конкуренцији однели победу. Тај тријумф им је дао допунски подстрек и њихова каријера се од тада креће све успешнијим водама. О утицају који је на њих оставила победа на једном од највећих демо фестивала ондашње Југославије, говоре и њихове касније изјаве да их је та победа спасила од распада. У оквиру фестивала објављена је и компилација живих наступа учесника под називом „Најбољи уживо“, на којој су се Идијоти представили песмама „За тебе“ и „Диско из нот Дед“.
После тога почињу да свирају широм земље, а њихови снимци напуштају и просторе тадашње Југославије, тако да су поред наступа у земљи свирали и по мањим клубовима у Немачкој, Швајцарској и Италији. Исте године, као представници СФРЈ, наступају на фестивалу медитеранских земаља у Ређо Калабрији, на југу Италије. Приликом њиховог наступа дошло је до инцидента када су италијански карабинијери који су обезбеђивали догађај, упали на бину током њиховог извођења песме „Бандјера Роса“ и прекинули наступ, највероватније испровоцирани рефреном који гласи: „Живео комунизам и слобода“. Групи је то донело велики публицитет, па се тај догађај нашао и у спољно-политичкој рубрици „Политике“. Нешто после тога су њихов концерт у Швајцарској прекинуле бесне феминисткиње зато што је Сале Веруда на гитари имао залепљену слику голе жене, па су му спрејем попрскале гитару и покриле голотињу. Током тог периода издали су неколико синглова „Боље издати плочу, него пријатеља“, „Будимо солидарни с` богатима“ и „Хоћемо цензуру“, пошто њихов деби албум нико није хтео да објави. У пролеће 1988. као прошлогодишњи победници поново свирају на Суботичком фестивалу.
Током својих честих свирки по Немачкој, повезују се са власником мале издавачке куће Инкогнито Рекордс и он им објављује ЛП „Боливија р'н'р“ на којем су се нашли стари демо снимци и песме које су објављене као синглови. Тек 1990. године, пошто су их одбиле практично све издавачке куће у СФРЈ, успевају да објаве први прави ЛП „Ми смо овдје само због пара“ за љубљански Хелидон захваљујући његовом уреднику и некадашњем певачу Булдожера Борису Белеу. На њему су се појавиле песме „Минијатура“, „Нећу да радим за доларе“, „Како то може“ и верзија песме „Бандјера Роса“ која траје седам минута. После овог албума они постају један од најцењенијих панк састава у ондашњој Југославији, која се у то време већ распада. Наредни албум ЛП „Глупост је неуништива“ излази тек у лето 1992. године, после доста потешкоћа и представља најбољи албум у њиховој дотадашњој каријери. На њему су се по порукама издвојиле песме „То није мјесто за нас“ (обрада британског панк бенда Demob - "No Room for You"), „Писма о Марину, мари, мору...“, „Деламо шкифо“, „Бепо врати се“. Међутим услед распада СФРЈ, то представља најгоре могуће време за наступе и објављивање албума.
Разбуктавање рата на простору СФРЈ и авнојевске Хрватске зауставља рад групе и међу њеним члановима се јавља идеја о окончању њеног рада. Током тог времена Сале, Птица и Фриц наступају са саставом ЛБ Раднички, који је свирао сличан тип музике. У то време избацују свој први ЦД „Тако је говорио ЗараТуста“ који је представљао својеврсну ретроспективу њихове дотадашње каријере и требало је да означи и крај њиховог даљег деловања. На њему се нашло 18 нумера које је махом Сале Веруда написао у периоду од 1981. до 1985. године. Седам песама су објавили раније, седам су снимили по први пут, урадили су и две потпуно нове („Ништа није тако добро да би било добро“ (коаутор Франци Блашковић) и „Кад би наше МЦ, ЦД, ЛП...“), док су две биле песме старих пулских панк група Гола јаја и Високи напон. Посебну страну албуму дало је убацивање гласа глумца Љубе Тадића са плоче „Одбрана Сократова и смрт“ у песму „Ио соно Дитаторе“ („Ја сам диктатор“), као и додавање поднаслова „Шта хоће ти антифашисти“ у стару обраду италијанске комунистичке песме „О бела ћао“ („Ћао лепотице“) која је на овој плочи пропраћена звуцима мале хармонике која је била нераздвојни пратилац партизански песама. Албум је пропратила и турнеја по неким европским земљама, као и наступи на фестивалу Евро Вудсток у Будимпешти априла 1994. године и 10. октобра у Љубљани, када су свирали као предгрупа Рамонсима, који су им били музички узор.
Наредне године су снимили албум са Блашковићем и његовим саставом Гори уши Винету под именом „Истра ти материна“, после чега су на десет концерата по Истри отпратили Блашковићев састав, уз пратњу дувачке секције. Без обзира на сложену политичку ситуацију у Хрватској којом је владао десничарски ХДЗ и у којој се није добронамерно гледало на јавне иступе који су се косили са званичном државном идеологијом, Идијоти су по, речима Петра Јањатовића:
Током ратних година стекли су статус бенда оштрог језика и јасних ставова који се није либио да и даље свира сада неподобне „Бандјера Роса“ и „О бела Ћао“ држећи се, поред марке и долара, своје јасне девизе „Паметнима не треба ништа објашњавати, глупани ионако неће ништа схватити“.
Исте године када су урадили сарадњу са Гори уши Винету, објавили су нови самостални албум „Мегапанк“, на коме су се по различитом сензибилитету истакле нумере: „Фак д систем“, „Божина“, „Има ли (овдје) живота прије смрти“, „Ред и палице“, „Благо будалама“ и „Сјај“. Криза у земљи и цветање пиратерије широм Балканског полуострва, наводи их на одлуку да прекину да снимају албуме, већ да спорадично избацују синглове. Ту идеју су кренули да реализују синглом „Фак“ за сопствену фирму Веруда синглс, али су ускоро прихватили примамљиву понуду фирме Дансинг Бер за снимање новог албума „Цијена поноса“, после чега одустају од даљег избацивања синглова. Након тог албума следи концертни „Гратис хитс лајв!“ (1999), после чега 5. новембра исте године бенд напуштају др. Фриц и Птица, а на њихово место долазе Давор Зграбљиц - Буцолини (бас) и Кристијан Бијажић - Пицек (бубњеви), кога је касније заменио Дејо. После петооктобарских промена у Србији, КУД Идијоти су у децембру 2000. године направили концерте у Хали спортова на Новом Београду и у Новом Саду, чиме су постали први музичари из Хрватске који су наступили у СРЈ, после распада СФРЈ. Свој последњи албум под називом „Ремек дјело“ издали су 2001. године, а исти је пропраћен и ограниченим тиражом од 100 примерака албума објављеним на винилу. Иако нису објавили албум од 2001. године, и даље (крај 2007. године) су концертно активни широм бивше Југославије, а поред наступа у великим градовима и на Егзиту, често свраћају и у мања места (неколико пута су свирали у Сомбору), а један од значајнијих концерата у Београду, одржали су 21. децембра 2007. године у Студентском културном центру. Последњи београдски концерт препун енергије само њима својствене, одржан је у башти Клуба студената технике 2. септембра 2010. године.
Певачу Тусти је почетком 2011. године дијагностикован карцином плућа и грла са којим се није могао изборити. Умро је 14. октобра 2012. године. Са његовом смрћу бенд је престао да постоји.

## Дискографија
- Легендарни Уживо (1986)
- Боље издати плочу него пријатеља (1987)
- Лутке на Концу (1987)
- Хоћемо Цензуру (1988)
- Лајв ин Бјел (Live in Biel) (1988)
- Боливија Р`н`Р (1989)
- Ми смо овдје само због пара (1990)
- Ђуро воз солд аут (1991)
- Глупост је неуништива (1992)
- Тако је говорио ЗараТуста (1993)
- Истра ти материна (1995)
- Мегапанк (1995)
- Фак (1996)
- Сингле колекшн вол. 1 (Single collection vol 1) (1997)
- Цијена Поноса (1997)
- Гратис хитс лајв! (Gratis hits live!) (1999)
- Ремек-дјело (2001)